# Fútbol Club Motagua
El Fútbol Club Motagua és un club hondureny de futbol de la ciutat de Tegucigalpa.

## Història
El club va ser fundat com a Club Deportivo Motagua el 29 d'agost de 1928 per iniciativa de Marco Antonio Ponce i Marco Antonio Rosa. S'havien desfet els clubs America, Honduras, Athletic i Aguila, i es demanà als seus jugadors que s'unissin al nou nat Motagua. A més del futbol es crearen seccions de basquetbol femení, beisbol i atletisme. És el segon club amb més lligues al país. A partir de 2017 adoptà el nom Fútbol Club Motagua.

## Palmarès
- Lliga hondurenya de futbol: [3]
  - 1968–69, 1970–71, 1973–74, 1978–79, 1991–92, 1997–98 A, 1997–98 C, 1999–2000 A, 1999–2000 C, 2001–02 A, 2006–07 A, 2010–11 C, 2014–15 A, 2016–17 A, 2016–17 C, 2018–19 A
- Lliga amateur hondurenya de futbol:[3]
  - 1949-50
- Copa hondurenya de futbol: [4]
  - 1968-69
- Supercopa hondurenya de futbol: 1 
  - 1997-98
- Copa de la UNCAF de clubs 1
  - 2007

## Màxims golejadors
A data d'Obertura 2008-09
- Angel Antonio Obando 73
- Oscar "Martillo" Hernández 62
- Luis Alberto "Chito" Reyes 51
- Jairo Manfredo Martínez 50
- Amado "Lobo" Guevara 50
- Mario Blandón Artica 46
- Edwin Geovani Castro 40
- Salvador Bernárdez Blanco 37
- Mario Hernán Juvini Carreño 37
- Roberto Abrussezze 34

## Presidents
- Marco Antonio Rosa
- Edgardo Zúniga
- Manuel Cáceres
- Celestino Cáceres
- Gonzalo Carías
- Cesar Romero
- Antonio Urquía
- Juda Guzmán
- Silverio Henríquez
- Lurio Martínez
- Carlos Arriaga
- Carlos Amador
- Carlos Cruz
- Mario Rivera López
- Joaquín González
- Octasiano Valerio
- Horacio Fortín
- Saturnino Vidaurreta
- Heriberto Gómez
- Tulio Bueso
- Fausto Flores
- Gustavo Adolfo Alvarado
- Pedro Atala Simón
- Salvador Lamas
- Juan Angel Arias
- Cristóbal Simón
- Francisco Zepeda
- Leónidas Rosa Bautista
- Jorge Abudoj
- Eduardo Atala
- Marco Tulio Gutiérrez
- Javier Atala
- Pedro Atala (current)

## Entrenadors
- Ernesto Henríquez
- Rodolfo Godoy
- Carlos Padilla
- Angel Ramón Rodríguez
- Hermes Romero
- Néstor Matamala
- José Luis Materas
- Oscar Nolasco
- Rubén Guifarro
- Gonzalo Zelaya
- Carlos Jurado
- Roberto Abrussezze
- Ramón Maradiaga
- Ernesto Luzardo
- José Treviño
- Luis Reyes
- Oscar Benítez
- Oscar Salgado
- Julio González
- Gilberto Yearwood
- Alejandro Domínguez
- Hernaín Arzú
- Edwin Pavón
- Javier Padilla
- Jorge Ernesto Pineda
- Reynaldo Clavasquín
- Jaime de la Pava

## Futbolistes destacats
- Ruben Guifarro
- Zacarías Arzú
- Armando Sosa
- Alfonso Uclés Sierra
- Nery Medina
- Armando Caceres Vijil
- Raul Barahona
- Rigoberto Castro
- Rodolfo Trinidad Ramírez Godoy
- Ernesto Henríquez
- Fermín Navarro
- Angel Antonio Obando
- Héctor Zelaya
- Ramón Maradiaga
- Cesar Augusto Obando
- Amado Guevara
- Iván Guerrero
- Francisco Ramírez
- Saul Martínez
- Milton Reyes